# استیون کونستانتین
استیون کونستانتین (انگلیسی: Stephen Constantine؛ زادهٔ ۱۶ اکتبر ۱۹۶۲) بازیکن سابق و مربی فوتبال اهل انگلستان است.
وی سابقه مربی‌گری در تیم ملی فوتبال نپال، تیم ملی فوتبال مالاوی، تیم ملی فوتبال سودان، باشگاه فوتبال نئا سالامیس فاماگوستا، تیم ملی فوتبال رواندا و تیم ملی فوتبال هند را در کارنامه دارد.
وی به خاطرگرفتن نتایج ضعیف درجام ملت های آسیا ۲۰۱۹ با تیم ملی هند از سمت خود استعفا داد.